# Irving Tennis Classic 2016
El torneo Irving Tennis Classic 2016 es un torneo profesional de tenis. Pertenece al ATP Challenger Series 2016. Se disputó su 5.ª edición sobre superficie dura, en Irving, Estados Unidos, entre el 12 y el 20 de marzo de 2016.

## Jugadores participantes del cuadro de individuales
| Favorito | País                       | Jugador                 | Rank1 | Posición en el torneo |
| -------- | -------------------------- | ----------------------- | ----- | --------------------- |
| 1        | Bandera de España          | Guillermo García-López  | 38    | Baja                  |
| 2        | Bandera de Luxemburgo      | Gilles Müller           | 45    | Segunda ronda         |
| 3        | Bandera de República Checa | Lukáš Rosol             | 50    | Cuartos de final      |
| 4        | Bandera del Reino Unido    | Aljaž Bedene            | 51    | FINAL                 |
| 5        | Bandera de España          | Íñigo Cervantes         | 59    | Primera ronda         |
| 6        | Bandera de Estados Unidos  | Denis Kudla             | 66    | Primera ronda         |
| 7        | Bandera de España          | Daniel Muñoz de la Nava | 69    | Baja                  |
| 8        | Bandera de Ucrania         | Illya Marchenko         | 72    | Segunda ronda         |

- 1 Se ha tomado en cuenta el ranking del 7 de marzo de 2016.

### Otros participantes
Los siguientes jugadores recibieron una invitación (wild card), por lo tanto ingresan directamente al cuadro principal (WC):
- Ryan Harrison
- Frances Tiafoe
- Dmitry Tursunov
- Gilles Müller

Los siguientes jugadores ingresan al cuadro principal tras disputar el cuadro clasificatorio (Q):
- Cameron Norrie
- Jason Jung
- Philipp Petzschner
- Jakob Sude

## Campeones

### Individual Masculino
- Marcel Granollers derrotó en la final a  Aljaž Bedene, 6–1, 6–1

### Dobles Masculino
- Nicholas Monroe /  Aisam-ul-Haq Qureshi derrotaron en la final a  Chris Guccione /  André Sá, 6–2, 5–7, [10–4]